# Oreopanax andreanus
Oreopanax andreanus är en araliaväxtart som beskrevs av Élie Marchal. Oreopanax andreanus ingår i släktet Oreopanax och familjen Araliaceae. Inga underarter finns listade.